# Němčice (ort i Tjeckien, Mellersta Böhmen, lat 50,35, long 14,93)
Němčice är en ort i Tjeckien.   Den ligger i regionen Mellersta Böhmen, i den centrala delen av landet, 50 km nordost om huvudstaden Prag. Němčice ligger 215 meter över havet och antalet invånare är 146.
Terrängen runt Němčice är platt. Runt Němčice är det ganska tätbefolkat, med 67 invånare per kvadratkilometer. Närmaste större samhälle är Mladá Boleslav, 7,4 km norr om Němčice. Trakten runt Němčice består till största delen av jordbruksmark.